# Roan Shryne
Roan Shryne a Csillagok háborúja egyik szereplője, Jedi-mester. A Sötét Nagyúr című könyvben szerepel, a Murkhana nevű bolygón tűnik fel.

## Szerepe a történetben
A Klónháború a vége felé közelít, amikor a murkhanai klónok megkapják a hatvanhatos parancsot. Ez nagy felháborodást kelt a klónok közt, néhányan ellen is szegülnek. Három Jedi tartózkodik a bolygón, Shryne, Bol Chatak mester, és Olee Starstone padawan. A Jediknek csapdát állítanak a csata után, melybe Shryne-ék majdnem belesétálnak, de néhány lázadó klón – akik nem értik, hogy miért kell megölni a Jediket – megakadályozzák a bombák robbanását, és elkábítják a többi klónt.
A rejtőzködő Shryne-ék kapnak egy üzenetet a Jedi-templomból, hogy jöjjenek vissza. Amikor már majdnem elindultak, kapnak egy másikat is Yoda mestertől, aki óva inti őket a Coruscanttól, és azt javasolja, hogy rejtőzzenek el. Shryne-ék hirtelen egy klóncsapat közepén találják magukat, de időközben már szereztek álruhát a Kereskedelmi Szövetség zsoldosaitól. Elszállítják őket a többi fogollyal egy kikötőbe, ahol megjelenik Darth Vader nagyúr, aki a Jediket keresi. Közben elkapják a lázadó klónokat is. Chatak mester nem engedi, hogy megöljék a lázadó klónokat, és megtámadja Vadert. A karját meg tudja sebezni, de aztán a Sith végez vele.